# 15008 Delahodde
15008 Delahodde eller 1998 QO6 är en asteroid i huvudbältet som upptäcktes den 24 augusti 1998 av OCA–DLR Asteroid Survey (ODAS). Den är uppkallad efter den franske astronomen Catherine E. Delahodde.
Asteroiden har en diameter på ungefär 3 kilometer.